# Giovanny León
Giovanny de Jesús León Salazar (Guadalajara, 8 de febrero de 2000) es un futbolista mexicano, juega como centrocampista ofensivo y su equipo actual es el Tepatitlán FC de la Liga de Expansión MX.

## Trayectoria

### Deportivo Toluca F. C.
Debuta en la Primera División de México el domingo 19 de agosto de 2018 ante el Club Tijuana entrando al minuto 79 por Alexis Vega. Previamente había debutado en Copa MX contra el Fútbol Club Juárez, el miércoles 1 de agosto de 2018.

### Dorados de Sinaloa
El 2 de enero se hace oficial el traspaso al Club Dorados de Sinaloa.

## Dorsales
| Clubes  | País   | Dorsales              | Año         |
| ------- | ------ | --------------------- | ----------- |
| Toluca  | México | Número 190, Número 28 | (2019-2021) |
| Dorados | México | Número 23, Número 7   | (2021-2022) |